# Laubenthal (Weißenburg)
Laubenthal ist ein Gemeindeteil der Großen Kreisstadt Weißenburg in Bayern im Landkreis Weißenburg-Gunzenhausen (Mittelfranken, Bayern). Laubenthal liegt in der Gemarkung Suffersheim.

## Lage
Das Forsthaus Laubenthal liegt im Naturpark Altmühltal inmitten der Fränkischen Alb im Laubental. Der Ort liegt an der Einmündung der Kreisstraße WUG 36 in die Bundesstraße 13. Südlich liegt Rothenstein, westlich Suffersheim, unweit liegt die Quelle des Schambachs. Südlich des Ortes verläuft die Gemeindegrenze zu Pappenheim, östlich die Gemeindegrenze zu Raitenbuch. Nördlich liegt der Weißenburger Stadtwald, östlich der Raitenbucher Forst, südöstlich der geschützte Wald Laubenbuch. In der Umgebung um Laubenthal befinden sich mehrere Marmorwerke sowie Skiloipen und ein Skilift. Laubenthal ist umgeben vom Fauna-Flora-Habitat Schambachtal mit Seitentälern. Laubenthal liegt inmitten der Schutzzone im Naturpark Altmühltal, einem Landschaftsschutzgebiet.

## Geschichte
Im Jahre 1846 waren in Laubenthal zwei Häuser, drei Familien und neun Seelen sowie ein Wirt, ein Schneider und ein Schuhmacher verzeichnet. 1871 lebten die acht Einwohner Laubenthals in drei Gebäuden. Sie besaßen insgesamt drei Pferde und fünf Stück Rindvieh. Vor der Gemeindegebietsreform in Bayern in den 1970er Jahren war das Forsthaus Laubenthal ein Gemeindeteil von Suffersheim.